# Keisuke Koide
Keisuke Koide (小出恵介 Koide Keisuke?, n. 20 de febrero de 1984) es un actor japonés.

## Filmografía

### Películas
- Worst by Chance (2003)
- Break Through! (2004) - Norio Yoshida
- Linda Linda Linda (2005) - Abe
- Heavenly Forest (2006) - Kyohei Sekiguchi
- Hatsukoi (2006) - Kishi
- Koizora (2007)
- Kimi ni shika kikoenai (2007) - Shinya Nozaki
- Kisaragi (2007) - Snake
- Cyborg She (2008)
- Killer Bride's Perfect Crime (2009) - Komine
- Gokusen: The Movie (2009)
- Rookies (2009)
- Feel the Wind  (2009)
- Nodame Cantabile The Movie (2009)
- Nodame Cantabile The Movie II (2010)
- The Lightning Tree (2010) - Sukejiro Seta
- Surely Someday  (2010) - Takumi
- Parade (2010)
- When I Kill Myself  (2011) - Guardián Yohei Minami
- Strawberry Night (2013) - Noriyuki Hayama
- The Last Chance: Diary of Comedians (2013) - Koji Komoto
- Jūjika (2016) - Yū Sanada
- Shin Godzilla (2016)
- Traces of Sin (2017)
- Haruta & Chika (2017) - Shinjirō Kusakabe
- "God of War" (2017) Yamagawa

### Televisión
- Night School (Fuji TV / 2004)
- Ranpo R (YTV / 2004) - ep.4
- Gokusen 2 (NTV / 2005)
- Nodame Cantabile (Fuji TV / 2006)
- Oishii Proposal (TBS / 2006)
- Love & Farm (Fuji TV / 2007)
- The Naminori Restaurant (NTV / 2008)
- Rookies (TBS / 2008)
- The Battle of Mr. & Mrs. Sasaki(TBS / 2008)
- Jin (TBS / 2009) - Kyotaro Tachibana
- Jin 2 (TBS / 2011) - Kyotaro Tachibana
- Perfect Report | Paafekuto ripooto (Fuji TV / 2010) - Shu Akasaka
- Umechan Sensei (NHK / 2012) - Takeo (Hermano mayor de Umeko)
- Strawberry Night (Fuji TV / 2012) - Noriyuki Hayama
- Jimmy (Netflix / 2017) - Sanma Akashiya

### Películas televisivas
- Ai wa Mieru ~ Zenmou Fuufu ni Yadotta Chiisana Inoch (Fuji TV / 2010)
- Kiseki no Dobutsuen 2010: Asashiyama Dobutsuen Monogatari (Fuji TV / 2010) - Shinichi Nakagawa
- MW Chapter 0: Akuma no Game (NTV / 2009)
- Rookies SP (TBS / 2008)
- Nodame Cantabile in Europe (Fuji TV / 2008)
- Anmitsu Hime (Fuji TV / 2008)
- Kiseki no Dobutsuen 2008: Asahiyama Doubutsuen Monogatari (Fuji TV / 2008) - Shinichi Nakagawa
- Kiseki no Dobutsuen 2007: Asahiyama Doubutsuen Monogatari (Fuji TV / 2007) - Shinichi Nakagawa
- Kiseki no Dobutsuen (Fuji TV / 2006) - Shinichi Nakagawa
- Waterboys 2005 Summer (Fuji TV / 2005)

## Controversia
En junio de 2017, el actor fue suspendido de sus actividades, debido al escándalo ocurrido con una menor de edad. Al parecer, Keisuke  habría tenido relaciones sexuales con una chica de 17 años.